# الجمهورية العراقية الأولى

الزعيم عبدالكريم قاسم في مكتبه مع مرافقه وصفي طاهر

الجمهورية العراقية الأولى ورسميًا الجمهورية العراقية هو اسم يشير إلى الدولة العراقية في الفترة من 14 تموز (يوليو) 1958 وحتى 8 شباط (فبراير) 1963 بعد نهاية الملكية العراقية وإعلان الجمهورية العراقية. كما شهدت زوال الاتحاد العربي بين الدولتين العراقية والأردنية.
تم إعلان قيام الجمهورية العراقية على إثر حركة 14 تموز وانتهاء حقبة العهد الملكي من خلال البيان الأول للحركة والذي أذاعه عبد السلام عارف من دار الإذاعة في بغداد، وذلك بعد نجاحه في قلب نظام الحكم بالسيطرة على القيادة العامة للجيش ودار الإذاعة ومجمع بدالة الهاتف المركزي، من خلال قطاعات اللواء العشرين الذي تحت إمرته، وبمسنادة من زملائه أعضاء تنظيم الضباط الوطنيين أو الضباط الأحرار في صباح يوم الاثنين الموافق 14 تموز 1958. وقد انقسم المؤرخون في موقفهم من الحركة كما اختلفوا في تسميتها بين الانقلاب والثورة.